# 丙烯酰芬太尼
丙烯酰芬太尼（英語： 或 acryloylfentanyl）是一种有机化合物，分子式C22H26N2O，属于一种芬太尼衍生物，能作为類阿片镇痛药与狡詐家藥物。